# Sextans A
Sextans A (också känd som UGCA 205), är en liten oregelbunden galax som ligger i den lokala galaxhopen. Galaxen ligger i stjärnbilden Sextanten. Sextans A är "granne" med Sextans B, som den bildar galaxpar med.
Sextans A är en av de avlägsna galaxerna i den lokala galaxhopen och ligger ungefär 4,3 miljoner ljusår bort från Jorden. Sextans A är känd för sin "kvadratiska form". Astronomerna har teorin att massiva kortlevande stjärnor för ungefär 100 miljoner år sedan exploderade som supernovor. Detta gjorde att fler stjärnor skapades, vilket i sin tur gjorde att närliggande stjärnor också exploderade. Detta har resulterat i att galaxen hela tiden expanderar med nya stjärnor.